# Wacht (Schiff)
Die Wacht war das Typschiff einer nach ihr benannten Klasse von Avisos der Kaiserlichen Marine, zu der außerdem noch die Jagd gehörte. Ab 1899 wurden beide Schiffe als Kleine Kreuzer klassifiziert.

## Bau
Für den Neubau des Avisos E wurde auf der Bremer Werft AG Weser im August 1886 der Kiel gestreckt. Ein Jahr später, am 27. August 1887, erfolgte der Stapellauf des Schiffs. Vizeadmiral Alexander von Monts, damals Chef der Marinestation der Nordsee, taufte den Neubau dabei auf den Namen Wacht. Der Name bezieht sich auf die militärische Aufmerksamkeit und steht damit für eines der Aufgabengebiete des Avisos, der auch als Aufklärer für die Flotte gedacht war. Im Frühjahr 1888 wurde das Schiff nach Wilhelmshaven überführt, wo der Einbau der Bewaffnung vorgenommen wurde. Eine Neuerung auf der Wacht war die Beleuchtung sämtlicher Schiffsräume mit 145 Glühlampen, zusätzlich war eine Bogenlampe mit 20.000 HK als Scheinwerfer auf dem Kommandoturm installiert.

## Einsatzzeit
Die Wacht wurde am 9. August 1888 erstmals zu Probefahrten in Dienst gestellt. Nach deren Abschluss am 13. Dezember wurde das Schiff zunächst während des Winters in die Reserve überführt. Am 1. Mai 1889 wurde die Wacht wieder aktiviert und zunächst Maschinenerprobungen durchgeführt. Anschließend nahm das Schiff mit dem Manövergeschwader an Übungen teil, während denen es am 20. Juni zu einem Rohrbruch kam. Die entstandenen Schäden wurden auf der Kaiserlichen Werft in Danzig behoben. Anfang August nahm die Wacht an einem Flottenbesuch in Großbritannien teil. Gemeinsam mit dem Übungsgeschwader, dessen Flaggschiff die Kaiser war, begleitete der Aviso das Kaiserpaar nach Athen, wo die Hochzeit von Sophie von Preußen mit Kronprinz Konstantin stattfand. Nach einem Besuch in der Türkei sowie dem am 12. Dezember erfolgten Anlaufen von Triest musste die Wacht die Marinewerft Pola anlaufen, um dort einer Kesselreparatur unterzogen zu werden. Zwischenzeitlich vertrat das Schiff am 23. Dezember das Deutsche Reich während einer in der Bucht von Mulgs vor Kaiser Franz Joseph I. stattfindenden Flottenparade. Am 29. Januar 1890 verließ die Wacht Pola und traf drei Tage später vor Malta wieder mit dem Übungsgeschwader zusammen. Nachdem das Schiff am 22. Februar Wilhelmshaven erreicht hatte, wurde es am 6. März außer Dienst gestellt und anschließend einer Grundreparatur unterzogen. Während dieser wurden die drei 10,5-cm-Geschütze entfernt und durch vier modernere Modelle des Kalibers 8,8 cm ersetzt.
Die Wacht  wurde am 6. Oktober 1891 wieder in Dienst gestellt und führte zunächst bis Ende Februar 1892 Erprobungsfahrten in der Ostsee durch. Ab dem 8. März gehörte sie zur II. Division des Manövergeschwaders und nahm an dessen Übungen teil. Diese erstreckten sich bis Südnorwegen. Vom 4. bis 8. Juni begleitete die Wacht die Hohenzollern, die Wilhelm II. zu einem Treffen mit dem russischen Zaren Alexander III. brachte. Der Aviso wurde am 12. Oktober erneut außer Dienst gestellt.
Die nächste Aktivierung der Wacht erfolgte am 13. Januar 1893. Bis Anfang März diente das Schiff der Torpedoboots-Division als Schulschiff für Heizer und Maschinisten, um anschließend in Kiel als Flottillenschiff der Torpedoboote hergerichtet zu werden. Mitte April begleitete die Wacht die am 8. April erstmals in Dienst gestellte neue Kaiseryacht Hohenzollern von Swinemünde nach Kiel, wobei der Aviso am 15. April den in Seenot geratenen Flensburger Dampfer Electra in Schlepp nahm. Am 25. April wurde in Kiel die I. Torpedobootsflottille gebildet, deren Führungsschiff die Wacht wurde. Die Flottille stand unter dem Kommando von Korvettenkapitän Gustav Schmidt und umfasste insgesamt zwölf Torpedoboote. Es folgten Übungen mit der Flottille sowie Anfang Juli mit der Manöverflotte in der Nordsee, vom 20. August bis zum 23. September die Herbstmanöver in Nord- und Ostsee. Nach deren Abschluss wurde die I. Torpedoflottille wieder aufgelöst. Die Wacht begleitete zunächst ab dem 27. September die Hohenzollern auf Probefahrten, die bis nach Schweden und Norwegen führten, und wurde dann ab 11. Oktober wieder außer Dienst gestellt.
Am 3. April 1894 wurde die Wacht wieder in Dienst gestellt und der II. Division des Manövergeschwaders zugeteilt. Mit diesem unternahm das Schiff Fahrten nach Norwegen und den Shetlandinseln. Während des Auslaufens aus Kiel rammte der Aviso am 2. Juli die Deutschland und musste zur Schadensbehebung für drei Wochen die Kaiserliche Werft Kiel aufsuchen. Nach der Teilnahme an den vom 19. August bis zum 21. September durchgeführten Herbstmanövern wurde die Wacht der I. Division des Manövergeschwaders zugeteilt. Aufgrund eines schlechten Maschinenzustandes wurde das Schiff am 8. Dezember schließlich in Wilhelmshaven außer Dienst gestellt und in der Folge eine Überholung durchgeführt.
Die Wacht konnte am 18. März 1896 wieder in Dienst gestellt und der II. Division des I. Geschwaders – das Manövergeschwader wurde Anfang des Jahres entsprechend umbenannt – zugeteilt werden. Das Schiff nahm an einer bis Ende Mai dauernden Reise nach Norwegen und in die Niederlande teil. Im Juni und Juli schlossen sich Verbandsübungen sowie vom 9. August bis zum 15. September die Herbstmanöver an. Letztere mussten am 5. September aufgrund einer Kollision mit dem Torpedoboot D 3 kurzzeitig unterbrochen und der entstandene Schaden in Kiel repariert werden. Gegen Ende des Jahres wurde eine Reise durch das Skagerrak durchgeführt, die Mitte Dezember in Kiel endete. Am 4. Mai 1897 wurde die Wacht schließlich in Wilhelmshaven wieder außer Dienst gestellt.
Durch eine Allerhöchste Kabinettsorder wurden am 27. Februar 1899 sämtliche Avisos der Kaiserlichen Marine zu Kleinen Kreuzern umklassifiziert. Dies geschah aufgrund des ein Jahr zuvor angenommenen Ersten Flottengesetzes. In diesem war der Typ des Kleinen Kreuzers als nach 15 Jahren automatisch zu ersetzend festgeschrieben worden. Diese Regelung bot einen großen Spielraum für zukünftige Entwicklungen. Gleichzeitig jedoch war die Zuordnung der Avisos zu diesem Schiffstyp problematisch, da ihr militärischer Wert gering war und sie die Aufgaben eines Kreuzers nicht erfüllen konnten.
Die Wacht wurde am 6. April 1899 erneut in Dienst gestellt. Ende des Monats erlitt das Schiff eine Schraubenwellenhavarie. Im Juli fuhr der Kreuzer während Übungen des I. Geschwaders als Aufklärer, ebenso während Flottenübungen im August. Am 12. September ereignete sich nahe Korsör eine schwere Kesselexplosion, bei der vier Mann der Besatzung ums Leben kamen und fünf weitere verletzt wurden. Die Wacht wurde durch die Bayern nach Kiel geschleppt, wo der Kreuzer behelfsmäßig repariert wurde. Das Schiff wurde schließlich am 27. September in Wilhelmshaven außer Dienst gestellt.
Erst am 11. August 1901 wurde die Wacht letztmals in Dienst gestellt. Sechs Tage später wurde sie in die I. Aufklärungsgruppe eingegliedert und nahm an gemeinsam mit dem II. Geschwader durchgeführten Übungen in der Nordsee teil.

## Untergang
Die Wacht wurde auch zu den am 31. August 1901 beginnenden Herbstmanövern herangezogen. Auf dem Weg in die Danziger Bucht erhielten die Hela und die Wacht am 4. September nördlich von Rügen den Befehl, durch die in Kiellinie dampfende Flotte nach Backbord durchzubrechen. Dieses Manöver misslang der Wacht jedoch. Das Schiff geriet direkt vor die Sachsen und wurde von dieser mittschiffs gerammt. Der Kreuzer war nicht zu halten, jedoch konnte aufgrund des langsamen Sinkens die gesamte Besatzung der Wacht abgeborgen werden.
Später unternommene Hebeversuche blieben erfolglos. Daher wurden Teile des Wracks abgesprengt, der Rest lag in über 40 m Tiefe und stellte keine Gefährdung dar (Position 54° 41′ N, 13° 31′ O). Der letzte Kommandant der Wacht, Korvettenkapitän Hugo von Cotzhausen, hatte sich vor einem Kriegsgericht zu verantworten und wurde von diesem am 8. Oktober 1901 freigesprochen. Dieses Urteil wurde auch von einem Berufungsgericht bestätigt.
Als Ersatz für die Wacht wurde der 1907 vom Stapel gelaufene Kleine Kreuzer Stettin gebaut.

## Kommandanten
| 9. August bis November 1888      | Korvettenkapitän Johannes Hirschberg                             |
| November bis 13. Dezember 1888   | Korvettenkapitän Curt Kalau vom Hofe                             |
| 1. Mai bis September 1889        | Korvettenkapitän Wilhelm Burich                                  |
| September 1889 bis 6. März 1890  | Korvettenkapitän Friedrich von Baudissin                         |
| 6. Oktober 1891 bis März 1892    | Korvettenkapitän Hermann da Fonseca-Wollheim                     |
| März bis September 1892          | Korvettenkapitän Ludwig Borckenhagen                             |
| September bis 12. Oktober 1892   | Kapitänleutnant August Obenheimer                                |
| 13. Januar bis 11. Oktober 1893  | Kapitänleutnant Alfred Ehrlich                                   |
| 3. April bis September 1894      | Korvettenkapitän Johann Friedrich Meuß                           |
| September bis 8. Dezember 1894   | Korvettenkapitän Eduard Holzhauer                                |
| 18. März bis Dezember 1896       | Korvettenkapitän Carl Friedrich                                  |
| Januar bis Februar 1897          | Kapitänleutnant Lothar Persius                                   |
| März bis 4. Mai 1897             | Korvettenkapitän Otto Mandt                                      |
| 6. April bis 27. September 1899  | Kapitänleutnant / Korvettenkapitän Walter von Oppeln-Bronikowski |
| 11. August bis 4. September 1901 | Korvettenkapitän Hugo von Cotzhausen                             |